# Ischnotarsia dimidiata
Ischnotarsia dimidiata är en skalbaggsart som beskrevs av Ernst Gustav Kraatz 1900. Ischnotarsia dimidiata ingår i släktet Ischnotarsia och familjen Cetoniidae. Inga underarter finns listade i Catalogue of Life.